# Maneater (computerspel)
Maneater is een computerspel ontwikkeld en uitgegeven door Tripwire Interactive voor Switch, PlayStation 4, PlayStation 5, Windows, Xbox One, Xbox Series en Xbox Cloud Gaming. Het actiespel verscheen voor het eerst op 22 mei 2020 voor Windows, PlayStation 4 en Xbox One.

## Plot
In het spel speelt men als een haai die wraak wil nemen op Scaly Pete, een man die op haaien jaagt.

## Verhaal
Aan het begin van het spel is er een tutorial, waarin de speler als haai leert spelen, een missie doet en 3 jachtboten verslaat (iedereen op de boot consumeren of de boot laten zinken). Als de speler de boten heeft verslagen, komt Scaly Pete zelf tevoorschijn in een cutscene. Scaly Pete schiet de speler bewusteloos en gaat naar Fawtick Bayou. Scaly Pete klaagt erover dat de haai geen mega (zeer grote haai) is, en snijdt de haai open. Hij ziet dat de haai zwanger is en een babyhaai heeft. De babyhaai bijt de hand van Scaly Pete eraf. Scaly Pete gooit de haai van de boot. De babyhaai is nu de speler en moet een paar missies doen om te ontsnappen. Daarna wordt de haai een tienerhaai en gaat naar Dead Horse Lake. Daar moet de speler weer missies doen en daar komt de speler ook de eerste Apex Predator (sterkere en grotere versie van een vijandige vis met hogere levels) tegen. Dit gaat zo door van locatie naar locatie. De haai wordt een volwassen haai, verslaat meer Apex Predators en doet meer missies. De haai komt Scaly Pete weer tegen in Sapphire Bay tegen. Ze houden deze keer een echt gevecht. De speler wint het gevecht en vermoordt Kyle LeBlanc (de zoon van Scaly Pete). Scaly Pete heeft nog meer lichaamsdelen verloren en wil de haai nu echt vermoorden. Na dit gevecht wordt de haai een bejaarde haai en volgt de cyclus weer: missies doen, Apex bevechten, doorgaan. De laatste locatie is The Gulf, een grote watermassa met (bijna) geen land. De speler verslaat de Apex Sperm Whale (potvis). Hier moet de speler als een megahaai tegen Scaly Pete vechten, als eindbaas. Deze eindbaas is zeer moeilijk, met elektrische velden, torpedo's en sterkere duikers. De speler verslaat Scaly Pete en Scaly Pete sterft. Het spel is dan afgelopen.

## Ontvangst
| Recensiescore       | Recensiescore                         |
| Recensieverzamelaar | Score                                 |
| ------------------- | ------------------------------------- |
| Metacritic          | 70% (PC) 68% (PS4) 71% (XOne) 65 (NS) |
| Publicist           | Score                                 |
| Destructoid         | 7                                     |
| GameSpot            | 7                                     |
| IGN                 | 7                                     |
| Nintendo Life       | 6                                     |

Maneater ontving gemengde recensies. Men prees de grote open wereld en unieke opzet van het spel. Kritiek was er op de repetitieve gameplay, verouderde graphics en de korte speelduur.
Op Metacritic, een recensieverzamelaar, heeft het spel een gemiddelde score voor alle platforms van 68,5%.